# McLaren Speedtail
McLaren Speedtail (він же проект BP23) — тримісний суперкар британської компанії McLaren. Автомобіль заявлений як найаеродинамічний McLaren, хоча коефіцієнт опору не наведено. Вуглепластикова крапля довжиною 5137 мм розвиває максимальну швидкість 403 км/год. Як і обіцяно, рекорд для марки McLaren (дорожнє купе McLaren F1, 391 км/год, 1998 рік) перевершений.

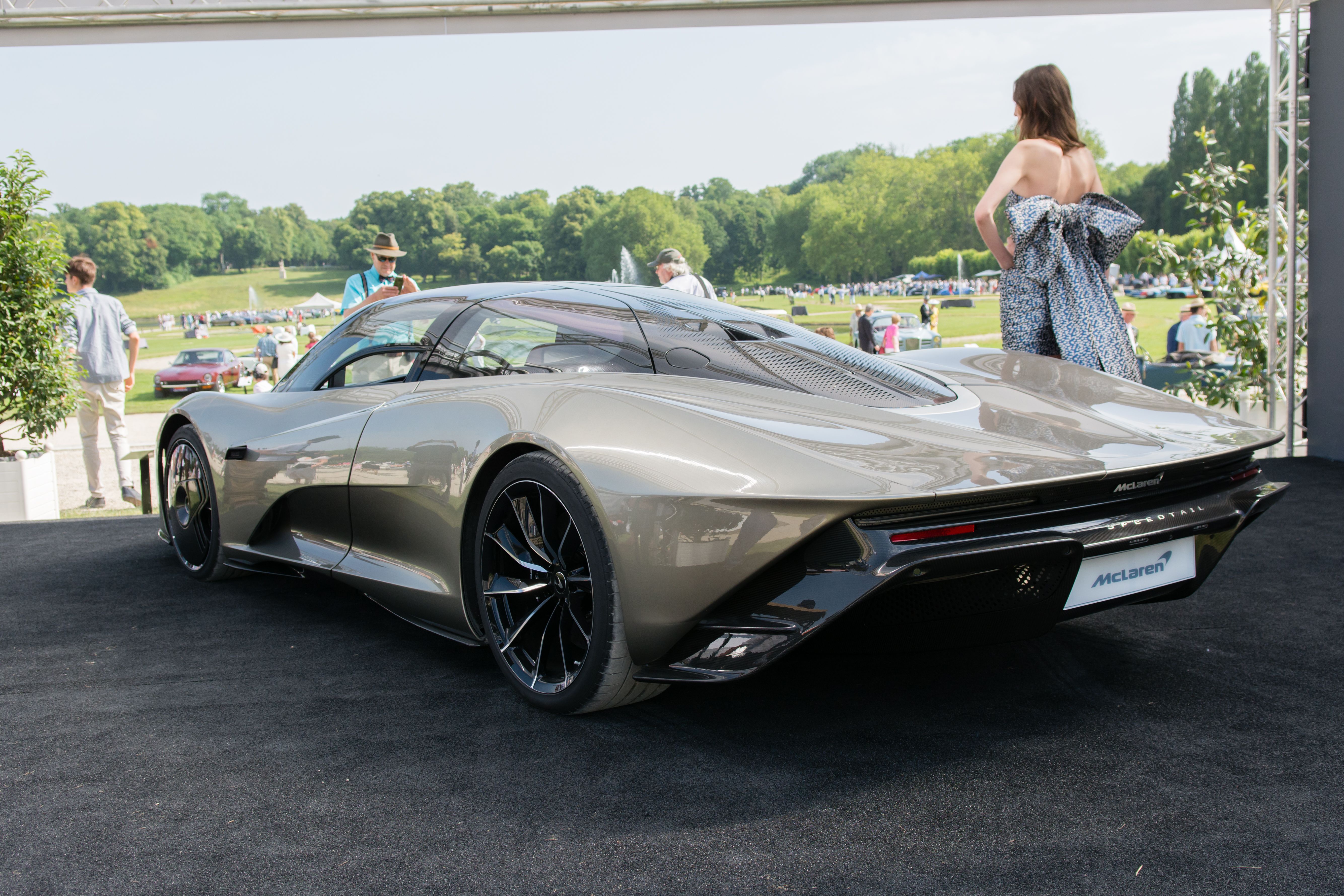

У рух гіперкар приводить гібридна силова установка, що включає в себе бензиновий двигун 4.0 л M840T твінтурбо V8 746 к.с. 800 Нм та електродвигун 308 к.с. 347 Нм. Комбінована потужність скдадає 1070 к.с. і 1150 Нм. Маса 1430 кг. Розгін з 0 до 300 км/год займає трохи менше 13 с., що краще за результат Bugatti Chiron.
Всього буде побудовано 106 таких купе (всі вже продані). Ціна - 1,75 млн фунтів.
Speedtail був презентований 26 жовтня 2018 року та анонсовано до випуску лімітованою серією із 106 одиниць.

## Двигун
- 4.0 L M840T twin-turbo V8 з паралельною гібридною системою